# Rhytachne guianensis
Rhytachne guianensis är en gräsart som först beskrevs av Albert Spear Hitchcock, och fick sitt nu gällande namn av Clayton. Rhytachne guianensis ingår i släktet Rhytachne och familjen gräs. Inga underarter finns listade i Catalogue of Life.